# Klaus Otte (Fußballspieler)
Klaus Otte (* 20. August 1942) ist ein ehemaliger deutscher Fußballspieler, der in den 1960er Jahren für den SC Fortschritt Weißenfels und den SC Chemie Halle in der DDR-Oberliga, der höchsten Spielklasse im DDR-Fußball, aktiv war.

## Sportliche Laufbahn
Seine ersten Spiele in der DDR-Oberliga bestritt Klaus Otte in der Spielzeit 1960 (Kalenderjahrsaison) für den SC Fortschritt Weißenfels. Der Sportclub verlor im Laufe der Saison mehrere Stammspieler, sodass viele neue Spieler eingesetzt werden mussten. Unter ihnen befand sich auch der 18-jährige Otte, der am 11. Oberligaspieltag als Einwechselspieler zu seinem ersten Einsatz kam. Bis zum Saisonende wurde er als Stürmer insgesamt in acht Oberligaspielen aufgeboten, wobei er fünfmal in der Startelf stand. Der SC Fortschritt beendete die Saison als Absteiger und spielte 1961/62 in der zweitklassigen I. DDR-Liga. Wegen des Wechsels zum Sommer-Frühjahr-Spielrhythmus mussten zwischen Februar 1961 und Juni 1962 39 Punktspiele ausgetragen werden, und im Juni 1961 wurde der Sportclub Fortschritt in eine Betriebssportgemeinschaft (BSG) gleichen Namens umgewandelt. Otte avancierte mit 38 Ligaeinsätzen zum Stammspieler der Weißenfelser und konnte diesen Status auch in der Saison 1962/63 verteidigen. Es wurden wieder normal 26 Punktspiele absolviert, in denen Otte 23-mal aufgeboten wurde.
Zur Saison 1963/64 wurde Otte zum regionalen Fußballschwerpunkt, dem Oberligisten SC Chemie Halle, delegiert. Dort kam er als Ersatz für den nicht einsatzbereiten Mittelfeldakteur Heinz Walter auf dessen Position in sieben Oberligaspielen zum Einsatz. Auch mit dem SC Chemie musste Otte nach einer Spielzeit wieder in die DDR-Liga absteigen, war aber am sofortigen Wiederaufstieg in der Saison 1964/65 mit keinem Einsatz beteiligt. 1965 und 1966 war er Soldat in der Nationalen Volksarmee. Während dieser Zeit konnte er weiter Fußball spielen und bestritt bis zum April 1966 bei der Armeesportgemeinschaft Vorwärts Leipzig 18 Spiele in der DDR-Liga und trat mit seinen fünf Treffern erstmals als Torschütze im höherklassigen Ligenbetrieb in Erscheinung.
Nach seiner Entlassung aus dem Militärdienst kehrte Otte zur BSG Fortschritt Weißenfels zurück, die inzwischen in der drittklassigen Bezirksliga Halle spielte. Mit der Mannschaft wurde Otte 1967 Bezirksmeister und verhalf ihr zum Wiederaufstieg in die DDR-Liga. Dort wurde er 1967/68 in 27 der nun ausgetragenen 30 Ligaspielen eingesetzt, in denen er drei Tore erzielte. Da die BSG nicht den Klassenerhalt schaffte, musste sie für mehrere Jahre wieder in der Bezirksliga spielen. Für Klaus Otte gab es keine Rückkehr mehr in den höherklassigen Fußball, sodass sich seine dortige Bilanz auf 15 Oberligaspiele und 106 DDR-Liga-Einsätze beläuft. Seine acht Tore schoss er ausschließlich in der DDR-Liga.